# Linlithgow
Linlithgow este un oraș în Scoția, fosta reședință regală a tuturor monarhilor scoțieni. A fost locul de naștere a reginei Maria I a Scoției.